# If Stockholm Open 2012
If Stockholm Open 2012 — тенісний турнір, що проходив на кортах з твердим покриттям у місті Стокгольм, Швеція з 15 жовтня . Належав до категорії ATP World Tour 250.

## Фінальна частина

### Одиночний розряд
Томаш Бердих —  Жо-Вілфрід Тсонга 4–6, 6–4, 6–4

### Парний розряд
Марсело Мело /  Бруно Соарес —  Роберт Ліндстедт /  Ненад Зімоньїч 6–7(7–4), 6–4, [10–6]